# Smědá
Smědá este o arie protejată (arie specială de conservare — SAC, sit de importanță comunitară — SCI) din Republica Cehă întinsă pe o suprafață de 143,16 ha, integral pe uscat.

## Localizare
Centrul sitului Smědá este situat la coordonatele 50°58′16″N 15°02′06″E / 50.971111°N 15.035°E.

## Înființare
Situl Smědá a fost declarat sit de importanță comunitară în aprilie 2005 pentru a proteja 3 specii de animale. Situl a fost protejat și ca arie specială de conservare în iunie 2018.

## Biodiversitate
Situată în ecoregiunea continentală, aria protejată nu include niciun habitat protejat.
La baza desemnării sitului se află mai multe specii protejate:
- nevertebrate (1): Ophiogomphus cecilia
- pești (2): zglăvoacă (Cottus gobio), cicar (Lampetra planeri)